# Агаева, Гюлюстан Ага Мирза кызы
Гюлюстан Ага Мирза кызы Агаева (азерб. Gülüstan Ağamirzə qızı Ağayeva; 20 марта 1898, Джебраильский уезд — 3 января 1974, Ждановск) — советский азербайджанский хлопковод, Герой Социалистического Труда (1948).

## Биография
Родилась 20 марта 1898 года в селе Шарифан Джебраильского уезда Елизаветпольской губернии (ныне село Шарифан Зангеланского района Азербайджана).
С 1930 года рабочая, позже звеньевая хлопководческого совхоза №5 «Мильский» Ждановского района Азербайджанской ССР. С 1950 года на пенсии. В 1947 году получила урожай египетского хлопка в 60,5 центнеров с гектара на площади 3 гектара.
Указом Президиума Верховного Совета СССР от 5 апреля 1948 года за получение высоких урожаев хлопка в 1947 году Агаевой Гюлюстан Ага Мирза кызы присвоено звание Героя Социалистического Труда с вручением ордена Ленина и золотой медали «Серп и Молот».
Скончался 3 января 1974 года в городе Ждановск Ждановского района Азербайджанской ССР.